# 꼬마 끈 이론
끈 이론에서 꼬마 끈 이론(꼬마 끈理論, 영어: little string theory, 약자 LST)은 NS5-막의 적절한 극한에서의 낮은 에너지 유효 이론이다. 이 이론에서는 끈이 존재하지만, 이 이론은 중력을 포함하지 않는다.

## 정의
II종 초끈 이론에서, {\displaystyle N}개의 평탄한 NS5-막이 같은 위치에 존재한다고 하자. 이는
{\displaystyle \operatorname {SO} (1,5)\times \operatorname {SO} (4)}
로런츠 대칭을 가지며, 16개의 초전하를 보존한다. 만약 IIA종 초끈 이론을 사용할 경우 이는 6차원 {\displaystyle {\mathcal {N}}=(2,0)} 초대칭을 가지며, IIB종 초끈 이론을 사용할 경우 이는 {\displaystyle {\mathcal {N}}=(1,1)} 초대칭을 갖는다.
이제, NS5-막의 6차원 동역학을 10차원 초끈 이론으로부터 분리하기 위하여, 다음과 같은 극한을 취하자.
{\displaystyle g_{\text{s}}\to 0}
{\displaystyle E/m_{\text{s}}=O(1)}
즉, 끈 결합 상수를 0으로 보내고, 에너지 눈금 {\displaystyle E}를 끈의 장력에 고정시킨다.
이 극한에서 얻는 이론을 {\displaystyle {\mathcal {N}}=(2,0)} 또는 {\displaystyle {\mathcal {N}}=(1,1)} 꼬마 끈 이론이라고 한다.

## 성질
꼬마 끈 이론은 다음과 같은 성질을 갖는다.
- 국소적이지 않으며, 끈을 갖는다.
- T-이중성이 존재한다.
- 6차원 이하의 시공간 차원에 존재하며, 16개 이하의 초전하 (4차원 {\displaystyle {\mathcal {N}}=4})를 갖는다.
- 끈 이론과 마찬가지로, 높은 에너지에서 하게도른 온도를 갖는다.
- 끈 이론과 달리, 중력을 포함하지 않는다.
- 끈 이론과 달리, 질량껍질 밖의 그린 함수가 존재한다.

### 비자유성
{\displaystyle N>1} 꼬마 끈 이론은 자유 이론이 아니다. (반면 {\displaystyle N=1}일 경우 이는 자유 이론이다.)
예를 들어, IIB 초끈 이론의 {\displaystyle N}개의 NS5-막을 생각하자. S-이중성을 가하면, 이는 {\displaystyle N}개의 D5-막이 된다. 그 낮은 에너지 이론은 6차원 {\displaystyle {\mathcal {N}}=(1,1)} {\displaystyle \operatorname {U} (N)} 게이지 이론이며, 그 게이지 결합 상수 {\displaystyle g_{\text{D5}}}는 다음과 같다.
{\displaystyle g_{\text{D5}}^{-2}={\frac {m_{\text{s}}^{2}}{g_{\text{s}}}}}
다시 S-이중성을 가하면,
{\displaystyle g_{\text{D5}}\mapsto g_{\text{NS5}}}
{\displaystyle g_{\text{s}}\mapsto 1/g_{\text{s}}}
{\displaystyle m_{\text{s}}\mapsto m_{\text{s}}/g_{\text{s}}}
이므로,
{\displaystyle g_{\text{NS5}}^{-2}=m_{\text{s}}^{2}}
이다. 따라서, {\displaystyle E\sim m_{\text{s}}}인 에너지 눈금에서 이 이론은 상호 작용을 갖게 된다. (엄밀히 말하면, 이 이론은 재규격화될 수 없으므로, {\displaystyle E\ll m_{\text{s}}}에서는 {\displaystyle g_{\text{NS5}}\to 0}이지만 {\displaystyle E\simeq m_{\text{s}}}에서는 게이지 이론 묘사가 더 이상 성립하지 못하지만, 이 경우 어쨌든 이론은 자유 이론일 수 없다.)

### T-이중성
원 위에 축소화된 IIA종 초끈 이론과 원 위에 축소화된 IIB종 초끈 이론은 T-이중성에 따라 서로 동치이다. T-이중성 아래 IIA NS5-막은 IIB NS5-막에 대응된다. 즉, 하나의 차원을 축소화했을 때, T-이중성에 의하여 {\displaystyle {\mathcal {N}}=(2,0)} 꼬마 끈 이론은 {\displaystyle {\mathcal {N}}=(1,1)} 꼬마 끈 이론과 서로 동치이다.

### 상태 밀도
높은 에너지 {\displaystyle E}에서, 꼬마 끈 이론의 상태 밀도는 다음과 같은 꼴이다.
{\displaystyle \rho (E)\sim E^{\alpha }\exp(\beta _{\text{H}}E)\left(1+O(1/E)\right)}
{\displaystyle S(E)=\ln \rho (E)=\beta _{\text{H}}E+\alpha \ln(E/\Lambda )+O(1/E)}
여기서 {\displaystyle \beta _{\text{H}}}는 하게도른 온도이다.

### AdS/CFT 대응성
꼬마 끈 이론에 홀로그래피적으로 대응되는 10차원 중력 이론은 다음과 같다.
II종 10차원 초중력에서, {\displaystyle N}개의 NS5-막에 해당하는 해는 (끈 틀 영어: string frame에서) 다음과 같다.
{\displaystyle \mathrm {d} s^{2}=\mathrm {d} x_{\mu }\,\mathrm {d} x^{\mu }+\left(1+{\frac {N\alpha '}{r^{2}}}\right)\,\mathrm {d} x^{i}\,\mathrm {d} x_{i}}
{\displaystyle \exp(2\Phi )=g_{\text{s}}^{2}\left(1+{\frac {N\alpha '}{r^{2}}}\right)}
{\displaystyle H_{ijk}=-\epsilon _{ijkl}\partial ^{l}\Phi }
여기서
- {\displaystyle \mu ,\nu ,\dotsc \in \{0,1,\dotsc ,5\}}는 6차원 로런츠 좌표이며, {\displaystyle i,j,\dotsc \in \{6,7,8,9\}}는 NS5-막과 수직인 방향의 좌표이다.
- {\displaystyle \textstyle r^{2}=\sum _{i=6}^{9}(x^{i})^{2}}이다.
- {\displaystyle \mathrm {d} s^{2}}는 계량 텐서이다.
- {\displaystyle \Phi }는 딜라톤이다.
- {\displaystyle H}는 캘브-라몽 장 {\displaystyle B}의 장세기인 3차 미분 형식이다.
- {\displaystyle \alpha '}는 끈 이론 레제 기울기이며, {\displaystyle g_{\text{s}}}는 끈 결합 상수이다.

이제, 꼬마 끈 이론을 얻으려면 {\displaystyle r/g_{\text{s}}=\exp \sigma }를 고정시키고 {\displaystyle r\to 0}을 취하면 된다. 그렇다면,
{\displaystyle \mathrm {d} s^{2}=\mathrm {d} x_{\mu }\,\mathrm {d} x^{\mu }+N\alpha '\left(\mathrm {d} \sigma ^{2}+\mathrm {d} \Omega _{3}^{2}\right)}
{\displaystyle \Phi =-\sigma }
이다. 이 배경은
{\displaystyle \mathbb {R} ^{1,5}\times \mathbb {R} \times \mathbb {S} ^{3}}
에 해당한다. 여기서 둘째 성분 {\displaystyle \mathbb {R} }는 {\displaystyle \sigma }를 좌표로 하는 실수선이며 셋째 {\displaystyle \mathbb {S} ^{3}}는 그 반지름이 {\displaystyle {\sqrt {N\alpha '}}}인 3차원 초구이다.
여기서, 3차원 초구 성분은 레벨 {\displaystyle N}의 베스-추미노-위튼 모형에 해당한다.
이 밖에도, 이 이론은 10개의 자유 페르미온 {\displaystyle \psi ^{\mu }}과 {\displaystyle \mathbb {R} \times \mathbb {S} ^{3}}에 대응되는 4개의 페르미온을 갖는다.
즉, 이 배경의 II종 끈 이론의 끈 세계면 위의 2차원 등각 장론의 장들은 다음과 같다.
| 장                                                                            | {\displaystyle \operatorname {SO} (1,5)} 로런츠 표현 | {\displaystyle \operatorname {SU} (2)} 표현 (스핀) | 총 중심 전하 {\displaystyle c} |
| ----------------------------------------------------------------------------- | ---------------------------------------------------- | -------------------------------------------------- | ------------------------------ |
| {\displaystyle \mathbb {R} ^{1,5}}의 자유 보손 {\displaystyle \phi ^{\mu }}   | 벡터                                                 | 0                                                  | 1×6                            |
| {\displaystyle \mathbb {R} ^{1,5}} 자유 페르미온 {\displaystyle \psi ^{\mu }} | 스피너                                               | 0                                                  | ½×6                            |
| 딜라톤 {\displaystyle \sigma }                                                | 스칼라                                               | 0                                                  | {\displaystyle 1+6/N}          |
| 딜라티노 {\displaystyle \psi _{\sigma }}                                      | 스피너                                               | 0                                                  | ½                              |
| SU(2) 베스-추미노-위튼 모형 스칼라장                                          | 0                                                    | 1                                                  | {\displaystyle (N-2)/N}×3      |
| 베스-추미노-위튼 모형 페르미온                                                | 0                                                    | 1                                                  | {\displaystyle (1/2+2/N)}×3    |

이에 따라, 비라소로 대수의 총 중심 전하는 다음과 같다.
{\displaystyle c=(1+1/2)\times 6+(1+1/2)+\left({\frac {N-2}{N}}+{\frac {1}{2}}+{\frac {2}{N}}\right)\times 3=15}
이는 예상대로 임계 차원 ({\displaystyle D=10}) 초끈 이론의 중심 전하와 같다.
즉, IIA/B종 꼬마 끈 이론은 이와 같은 굽은 배경에서의 10차원 II(A/B)종 끈 이론과 홀로그래피적으로 쌍대이다. AdS/CFT 대응성에서, 경계 이론(꼬마 끈 이론)의 질량껍질 밖 관측 가능량은 중력 이론(굽은 배경의 II종 끈 이론)의 질량껍질 위 관측 가능량에 대응한다. 즉, 꼬마 끈 이론의 질량껍질 밖 관측 가능량이 존재함을 알 수 있다.